# Chin Check
"Chin Check" é um single de N.W.A da trilha sonora de Next Friday. A canção foi também foi lançada no álbum The Best of N.W.A. - The Strength of Street Knowledge e como uma faixa bônus no álbum N.W.A Greatest Hits. Devido a presença de Snoop Dogg e a ausência de DJ Yella e do falecido Eazy-E é discutível se essa pode realmente ser considerada uma canção do N.W.A.
A canção é lembrada por ser uma "canção de reunião" para o N.W.A, já que foi a primeira que eles tocaram juntos desde sua separação e um tributo a memória de Eazy-E. Também é lembrada pelo respeito que Ice Cube mostra a seu companheiro de banda falecido, uma estrofe onde todos os membros cantam a letra "Why the fuck not", e pela perturbante introdução da canção que apresenta uma mulher discando 911 para ajuda porque quatro homens invadiram sua casa, só para ser violentamente baleada (o que é enfatizado pelo que parece com um tiro de escopeta).

## Lista de faixas
| # | Título           | Duração |
| - | ---------------- | ------- |
| 1 | Super clean edit | 3:43    |
| 2 | Clean a cappella | 3:41    |

## Posições nas paradas
| Parada (1999)                                    | Maior posição |
| ------------------------------------------------ | ------------- |
| Estados Unidos (Billboard Hot 100)               | -             |
| Estados Unidos (Billboard Hot R&B/Hip-Hop Songs) | -             |
| Estados Unidos (Billboard Hot Rap Songs)         | 1             |